# Poecilotheria pococki
Poecilotheria pococki är en spindelart som beskrevs av Toussaint de Charpentier 1996. Poecilotheria pococki ingår i släktet Poecilotheria och familjen fågelspindlar.
Artens utbredningsområde är Sri Lanka. Inga underarter finns listade i Catalogue of Life.